# Terminalia parviflora
Terminalia parviflora là một loài thực vật thuộc họ Combretaceae. Đây là loài đặc hữu của Sri Lanka.